# Живан Марковић Жића
Живан Марковић Жића (Крупањ, 1919 — Љубовија, март 1942) био је учесник Народноослободилачке борбе и народни херој Југославије.

## Биографија
Рођен 1919. године у Крупњу. Потиче из земљорадничке породице. Основну школу је завршио у Крупњу, а занат у Лозници. Због велике кризе, која је владала 1930-их година, није могао да пронађе посао, у свом родном крају, ни у Лозници, Ваљеву и Шапцу, па је зато отишао у Босну, где је радио као шегрт.
Уз помоћ једног рођака, уписао је подофицирску ваздухопловну школу. По завршетку ове школе, прву службу добио је у Нишу. Био је пилот-ловац када су Силе Осовине, 6. априла 1941. године, без објаве рата, извршиле напад на Краљевину Југославије. Он је узлетео, али је био оборен. Пошто није желео да се преда окупатору, одмах после капитулације Југословенске војске, 17. априла, вратио се у родни крај.
Почетком јуна 1941. стигла је наредба немачке команде да се сви припадници бивше Југословнске краљевске војске јаве немачкој команди ради одвођења у логоре. Жића то није урадио него се повезао са припадницима Комунистичке партије и СКОЈ-а, и учествовао у припремама за оружани устанак. После оружане акције у Белој Цркви, 7. јула 1941. године, када је Жикица Јовановић Шпанац на вашару ликвидирао жандармеријску патролу, Жића је одмах ступио у партизане.
Ступио у рађевачко-азбуковачку чету Ваљевског партизанског одреда. Убрзо потом постао је члан Савеза комунистичке омладине Југославије. Са својом четом учествовао је у свим акцијама, које она водила на простору Рађевине — у нападу на жандармеријску станицу у селу Комирић, нападу на Осечину и др. Посебно се истакао приликом напада на жандармеријску станицу у којој се налазило повећа група СС војника и један СС официр. Тада је заједно са Жикицом Јовановићем Шпанцем, упао у зграду жандармерије и ликвидирао неколико СС војника. Због овог подвига постао је кандидат за члана КПЈ и командир једне десетине.
Учествовао је и у нападу на рудник Столице, код Крупња, и у тој борби запленио митраљез. Приликом напада на Крупањ, 2. септембра 1941. који су извели делови Ваљевског партизанског одреда и војно-четнички одреди Владе Зечевића и Ратка Мартиновића, уз помоћ делова Мачванског партизанског одреда, стално је јуришао на челу своје десетине. После првог дана борбе, скоро цео Крупањ је био ослобођен, сем зграде болнице, у којој се налази око 100 немачких војника. Тада је Жића предложио Жикици Јовановићу Шпанцу да се цела зграда болнице треба срушити, уз помоћ бомбаша. Овај предлог прихватили су и Влада Зечевић, Ратко Митровић и Драгојло Дудић. Жића је тада формирао бомбашки вод и после два јуриша бомбаша Немци су се предали. После ослобођења Крупња, и храбрости које је показао, постављен је за заменик командира Прве рађевачке чете.
Када су Немци, у јесен 1941. године, покренули велику офанзиву на слободну територију западне Србије, Жића је са својом четом учествовао у борбама за одбрану Крупња. У овим борбама он је уништио и један немачки тенк. Због бројности и јачине немачких снага, као и борби са четницима, његова јединица била је принуђена да се, крајем децембра 1941. повуче на Дивчибаре. После борби са четницима, у којима је погинуо командир чете, Жића је преузео његову дужност.
На партијском саветововању у селу Драгодолу, крајем децембра 1941. године, одлучено је да се Жића са својом четом врати у Рађевину. Средином јануара он је стигао у Рађевину, и пред народом срушио окупаторску пропаганду „о уништењу партизана“. Због немогућности, да ступи у борбе са бројније јачим непријатељским снагама, са својом четом је рушио телефонске бандере и вршио ситније диверзије. На путу Завлака—Ваљево, напао је немачку патролу. Тада је уништено једно немачко возило и заплењено шест мина, које су касније постављене на путу Завлака-Лозница, Ваљево-Завлака, Завлака-Крупањ. На ове мине наишле су јединице Руског заштитиног корпуса и том приликом је погинуло око 20 белогардејаца. Убрзо потом, од команданта Ваљевског партизанског одреда Здравка Јовановића, примио је задатак да се са својом четом пребаци преко Дрине у Босну. На том путу у борби са четницима, код Пецке је био рањен. Другови су га рањеног пренели у Љубовију где је и умро, неколико дана касније, почетком марта 1942. године.
Указом председника ФНРЈ Јосипа Броза Тита 27. новембра 1953. проглашен је за народног хероја.